# Ceresium rufum
Ceresium rufum är en skalbaggsart som beskrevs av Auguste Lameere 1890. Ceresium rufum ingår i släktet Ceresium och familjen långhorningar. Inga underarter finns listade i Catalogue of Life.